# Spreading the Disease
A Spreading the Disease az Anthrax amerikai thrash metal együttes 1985 októberében megjelent második nagylemeze. Ezen az albumon hallható először az Anthrax klasszikus felállása Joey Belladonna énekessel és Frank Bello basszusgitárossal. A korábbi énekes Neil Turbin és basszer Dan Lilker távozásával Scott Ian gitáros és Charlie Benante dobos lettek a fő dalszerzők. A változásoknak köszönhetően feszesebb lett a zene, dallamosabb az ének. Az előző korszakból még felkerült két dal a lemezre: a kislemezen is kiadott Armed and Dangerous, illetve a Gung-Ho. Az album slágere a Madhouse dal lett, annak ellenére, hogy videóklipjének játszását az MTV idővel letiltotta.

## Az album dalai
| 1. | A.I.R.               | 5:45 |
| 2. | Lone Justice         | 4:36 |
| 3. | Madhouse             | 4:19 |
| 4. | S.S.C./Stand or Fall | 4:08 |
| 5. | The Enemy            | 5:25 |

| 6. | Aftershock          | 4:28 |
| 7. | Armed and Dangerous | 5:43 |
| 8. | Medusa              | 4:44 |
| 9. | Gung-Ho             | 4:34 |

## Közreműködők
- Joey Belladonna – ének
- Dan Spitz – szólógitár
- Scott Ian – ritmusgitár, háttérvokál
- Frank Bello – basszusgitár, háttérvokál
- Charlie Benante – dob